# ماریامپول (استان اشوی‌داشکسیه)
ماریامپول (به لهستانی: Mariampol) یک منطقهٔ مسکونی در لهستان است که در گمینا ستوپنگتسا واقع شده‌است. ماریامپول ۶۷ نفر جمعیت دارد.